# Goioasa
Goioasa – wieś w Rumunii, w okręgu Bacău, w gminie Agăș. W 2011 roku liczyła 790 mieszkańców.